# Zhànrán
Zhànrán (湛然, anche: Chan-jan, Jingqi o Miaole. In giapponese: Tannen, Tanzen, Myoraku, Keikei Daishi; Jinxi, 711 – Monti Tiantai, 782) è stato un monaco buddista cinese, Patriarca della scuola Tiāntái.
Zhànrán è l'ottavo (八) patriarca (祖, zǔ) cinese della scuola buddista cinese Tiāntái (天台宗, giapp. Tendai) secondo il lignaggio tradizionale di questa scuola.

## La vita
Nato nel 711 a Jinxi (provincia dello Jangsu) in un'antica famiglia di dotti confuciani, Zhànrán si distinse fin da giovane per lo studio interessandosi presto al Buddismo. Ebbe come primo maestro buddista Fangyan mentre a diciassette anni incontrò Xuánlǎng (玄朗, 673-754) che, successivamente, divenne l'ottavo patriarca della scuola Tiāntái.
Xuánlǎng, notate le capacità del giovane Zhànrán, lo introdusse presto nelle dottrine e nelle pratiche meditative (zhǐguān, 止觀) della scuola fondata da Zhìyǐ (智顗, 538-597).
Zhànrán prese i voti monastici due anni dopo, nel 748, soggiornando nel monastero di Kuai-ji (provincia di Zhejiang) dove circa un secolo prima era deceduto Guàndǐng (灌頂, 561-632) il discepolo diretto di Zhìyǐ. In questo monastero Zhànrán si perfezionò nello studio del vinaya.
Alcuni anni dopo si trasferì nel monastero di Kuayuan a Wujun (attualmente Shozou nei pressi di Shanghai) dove insegnò il Móhē Zhǐguān (摩訶止觀, Grande trattato di calma e discernimento, giapp. Maka Shikan, T.D. 1911), una delle opere principali di Zhìyǐ.
Con la morte nel 754 di Xuánlǎng, Zhanran assunse la guida dottrinale della scuola Tiāntái, difendendola dagli attacchi dottrinali delle scuole Fǎxiāng (法相宗), Huāyán (華嚴宗) e Chán.

## La dottrina e le opere
Nella sua unica opera non commentaria, il  Jīngāngpí  (金剛錍 giapp. Kongō bei, La Spada di diamante, T.D. 1932), Zhànrán, svolse infatti un attacco frontale alle principali scuole buddiste cinesi contemporanee, lo Huāyán, il Buddismo Chán e la scuola Fǎxiāng che ritenevano la natura di Buddha (佛性 fóxìng) esclusiva degli esseri senzienti (cin. 衆生 zhòngshēng). Zhànrán sostenne che era impossibile limitare la natura di Buddha ai soli esseri senzienti. Essere un preciso 'essere' vuol dire implicitamente e potenzialmente essere anche tutti gli altri 'esseri': non può esistere, secondo la dottrina di Zhànrán, una divisione nella natura di Buddha tra la consapevolezza degli esseri senzienti e l'inerzia degli esseri insenzienti  (無情 cin. wúqíng). Ogni volta che un essere realizza la buddhità  allora in quel momento tutti gli esseri sono Buddha; ogni volta che un'entità è insenziente, tutti gli esseri sono insenzienti. Tutto ciò in base all'interdipendeza di tutti i regni possibili come insegnata dalla dottrina di Zhìyǐ dello  yīniàn sānqiān (一念三千): tutti gli attributi possibili sono sempre applicabili a tutti gli esseri possibili.
Va ricordato, tuttavia, che le asserzioni di Zhànrán si muovono sempre all'interno della yuánróng sāndì (圓融三諦, Triplice verità) insegnata da Zhìyǐ. Dal punto di vista della seconda verità (Verità convenzionale, 假諦 jiǎdì) per Zhànrán le differenze tra esseri senzienti e insenzienti vi sono ma, ed è questo il motivo dell'intervento del sesto patriarca Tiāntái, la realtà è come una sfera il cui centro (la natura di Buddha e tutti i mondi possibili) è ovunque: anche negli alberi e nelle pietre.
Famosi furono anche i suoi commentari alle tre opere principali di Zhìyǐ: il Fahuawenjuji, il Fǎhuā xuányì shìqiān (法華玄義釋籤, Spiegazione del profondo significato del Loto, T.D. 1717; è il commentario al  Miàofǎ liánhuā jīngxuán yì 妙法蓮華經玄義 di Zhìyǐ)  e il Zhiguanfuxingzhuanhongjue. Nonché tre commentari sul Vimalakīrti Nirdeśa sūtra (Il sutra dell'insegnamento di Vimalakirti, 維摩結經 pinyin: Wéimójiéjīng, giapponese: Yuimaketsukyō).
Nel 782 Zhànrán si spense e le sue ceneri furono collocate accanto a quelle di Zhìyǐ.
Fu insignito del titolo di Tiantai zhongxingzu (天台中興祖, il Patriarca che risollevò l'insegnamento del Tiantai) ed ebbe trentanove discepoli, tra cui Daosui (道邃) maestro di Saichō (最澄, 767-822), il fondatore della scuola giapponese Tendai.